# Radio Tel Aviv
Radio Tel-Aviv (hebräisch רדיו תל אביב) ist ein privater, regionaler Radiosender in Israel. Er sendet seit dem 1. September 1996. Seine Studios befinden sich seit 2010 im Tel Aviver Stadtteil Ramat Hachayal. Programminhalt sind Popmusik, Comedy und Nachrichten sowie Wortprogramme zu verschiedenen Themen. Neben der Ausstrahlung auf UKW und dem Livestream werden Teile der Sendungen als Soundclips und Podcasts zu verschiedenen Themen auf der Webseite des Senders angeboten.
Ehemalige Mitarbeiter des Senders sind die israelischen Radio- und Fernsehmoderatoren Dror Rafael und Shai Goldstein.